# 納冨常天
納冨 常天（のうどみ じょうてん、1927年 - 2024年1月3日）は、日本の仏教学者、博士。神奈川県立金沢文庫長、鶴見大学教授、神奈川県文化財協会会長などを歴任。専門は日本仏教史。表記に納富常天も。

## 来歴
佐賀県鹿島市生まれ。1950年、駒澤大学文学部仏教学科卒業。1955年、神奈川県立金沢文庫勤務。1974年、論文「中世東国仏教成立過程の研究」で博士号（文学、駒澤大）取得。1975年、「中世文化の研究」で神奈川県知事奨励賞を受賞。
神奈川県立博物館文芸部長を経て、1981年に神奈川県立金沢文庫長。1989年に鶴見大学文学部教授、1997年に同大学副学長。2000年、曹洞宗大本山總持寺宝物殿館長。2001年、鶴見大学仏教文化研究所顧問。2005年、神奈川県文化財協会会長を務めた。
著書に「国宝称名寺聖教湛睿説草―研究と翻刻」「鎌倉の仏教」「金沢文庫資料の研究」など。
2024年1月3日死去、96歳。

## 著書
- 「国立国会図書館」を参照

### 論文
- CiNii>納冨常天